# ぶんぶんゴマ

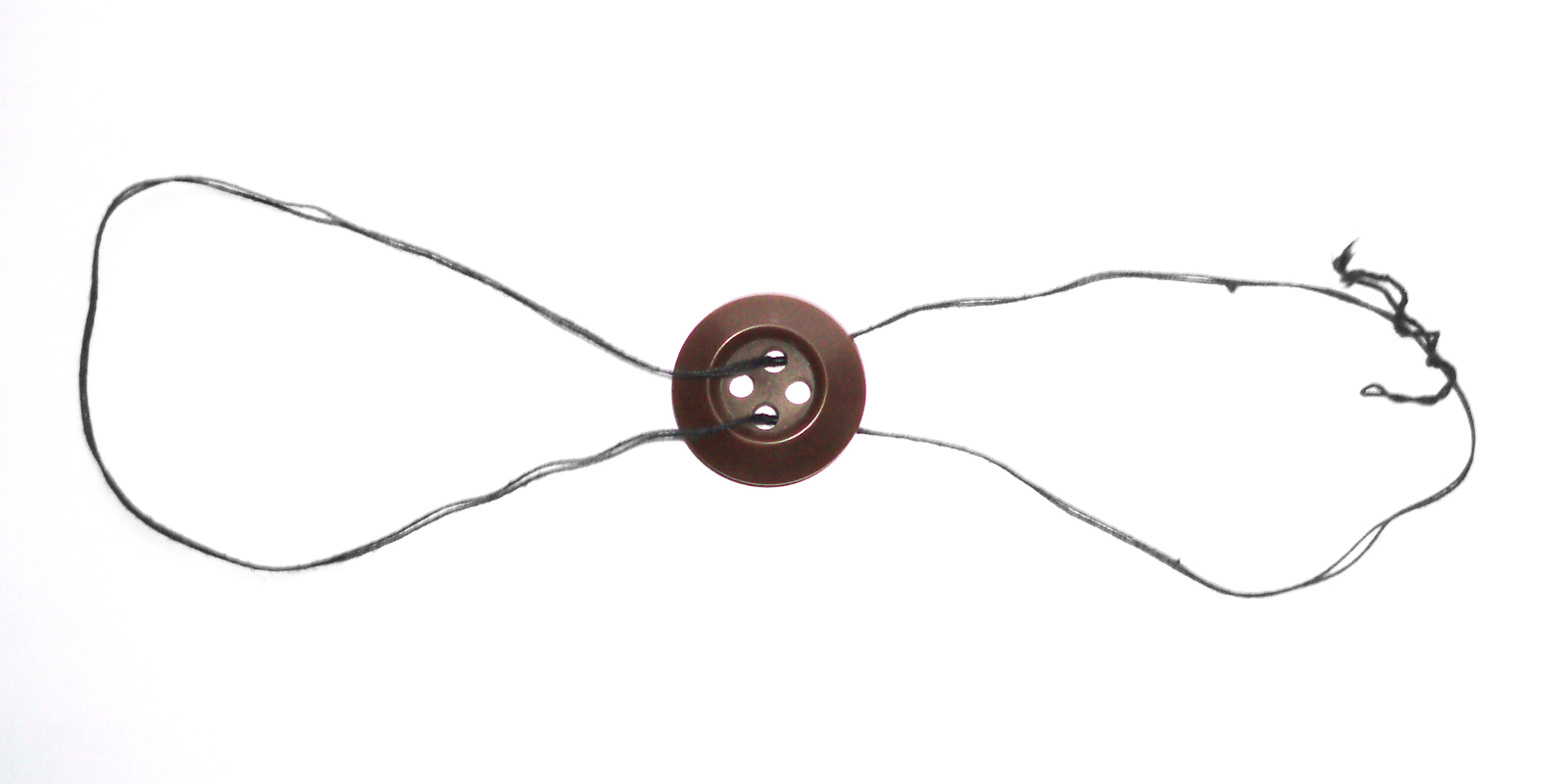
ボタンと紐で作ったもの（ウクライナ）

ぶんぶんゴマとは、中央部に開けた2つの穴に通した紐を引くことで板を高速回転させる伝統的な玩具である。回転時に出る風切り音から、ぶんぶんゴマ、びゅんびゅんゴマ、あるいは松風ごま（まつかぜごま）などと呼ばれている。英語圏では、「Button whirligigs（ボタン ウィリギグ）」、または「ボタンスピナー」ともいう。同様の玩具は先史時代より世界中に広く存在している。

## 遊び方
多くは商品として売っているわけではなく、自作して遊ぶものである。作り方は、任意の形状の厚紙などの中央に対称的になるよう2つ穴を開け、紐を通して結んで完成となる。紐の両端をしっかり持ち、紙をくるくる回転させて紐を数回ひねったのち、紐の両端を外側に軽く引っ張っては緩めることを繰り返すことで回転し続ける。材料やコマの大きさ、形、力の加えかたを変えることで音が変化したり、色を塗ることで独特の色調が現れたりする。さらにコマの作り込みや、力の入れ具合によっては上手く回転しない場合もあるため、工夫を必要とする遊びといえる。
作り方の工夫次第では、色を何色にも変えることも可能。

## 応用
単純な仕組みで高速な回転を得ることができるため、電気のない僻地で血液検査に必要な遠心分離を行う極めて安価な手段として提唱されている。回転数は毎分12万回転、遠心加速度は3万×gになり、2分間で血液から血漿を分離することができる。

## 歴史

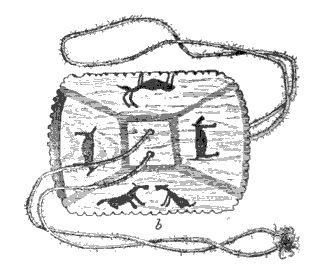
イヌイットのおもちゃ（19世紀）

紀元前5世紀頃のフーシュ・マリン文化の遺物として見出されている。インディアンは儀式にも利用していた。